# Іраклі Кобахідзе
Іраклі Кобахідзе (груз. ირაკლი კობახიძე; нар. 25 вересня 1978, Тбілісі, Грузинська РСР) — грузинський проросійський політик, спікер парламенту Грузії з 18 листопада 2016 по 21 червня 2019 року, прем'єр-міністр Грузії з 8 лютого 2024 року. Член парламенту з 2016 року. Лідер «Грузинської мрії» з 11 січня 2021 року.

## Життєпис
Іраклі Кобахідзе народився 25 вересня 1978 року в Тбілісі. У 2000-му році закінчив Тбіліський державний університет імені Іване Джавахішвілі. У 2002 році захистив докторську дисертацію й здобув ступінь доктора філософії в Інституті держави і права Національної академії наук Грузії. У 2006 році здобув ступінь доктора права в Дюссельдорфському університеті імені Генріха Гейне. Читав лекції в грузинських університетах і був проєкт-менеджером Програми розвитку ООН. Був експертом у заходах, що проводилися під егідою Ради Європи в Грузії. Входив до комітету експертів з прав людини і програмах фонду «Відкрите Суспільство».
У 2015 році Іраклі Кобахідзе вступив до лав партії «Грузинська мрія», обійнявши посаду виконавчого секретаря. Після перемоги на парламентських виборах 2016 року 18 листопада обраний спікером парламенту Грузії.
21 червня 2019 року Іраклій Кобахідзе пішов у відставку після того, як грузинські поліціянти жорстоко розігнали акції протесту в центрі Тбілісі в ніч проти 20 червня. Масові протести розпочалися вдень 20 червня 2019 року біля будівлі грузинського парламенту після того, як депутат Держдуми РФ, російський комуніст Сергій Гаврилов на засіданні Міжпарламентської асамблеї православ'я вирішив вести засідання з крісла спікера грузинського парламенту.

### Фальсифікація парламентських виборів 2024 року
Під час його правління у жовтні 2024 року в Грузії пройшли сфальсифіковані парламентські вибори, які не дали опозиції сформувати більшість, а закріпили владу за проросійською партією «Грузинська мрія».

### Проросійська позиція
28 листопада 2024 року Кобахідзе заявив, що влада країни відмовляється від переговорів щодо вступу до Європейського Союзу до 2028 року, що спричинило продовження протестів опозиції з новою силою.
2 грудня Іраклій Кобахідзе після чергового силового розгону акції протесту в Тбілісі знову подякував голові МВС і правоохоронцям «за добре виконану роботу», за його словами протести були частиною якогось «скоординованого і заздалегідь написаного плану», до реалізації якого «залучили іноземне фінансування».

### Погляди щодо України
Під час російського вторгнення в Україну регулярно поширював російську пропаганду на дезінформацію.

У березні 2023 року Кобахідзе назвав російське вторгнення в Україні наслідком Майдану:
Що з Майданом і що він приніс Україні? Вони втратили Крим та більшу частину Луганська та Донецька, продовження всього цього — війна, яка сьогодні йде в Україні
У травні 2024 року в розмові Іраклі провів паралель між Революцією Гідності і протестами в Грузії:
Я хочу всім сказати, що ніхто у Грузії не дочекається Майдану. Нагадаю, якими були результати Майдану для України. Тоді реально уряд України був призначений ззовні спочатку один раз, потім ще раз. Зрештою ті, хто призначав уряд ззовні, не взяли на себе відповідальність за події, що розвивалися в цій країні

## Санкції
У грудні 2024 року Естонія ввела проти Кобахідзе санкції за участь у придушенні протестів проти російського втручання у політику Грузії.

## Особисте життя
Іраклій Кобахідзе одружений з Наталією Моссанелідзе, від якої має двох дітей. 